# Инвериго
Инверѝго (на италиански: Inverigo; на ломбардски: Inverigh, Инвериг) е град и община в Северна Италия, провинция Комо, регион Ломбардия. Разположен е на 387 m надморска височина. Населението на общината е 9188 души (към 2017 г.).